# جشنواره فیلم توکیو فیلمکس

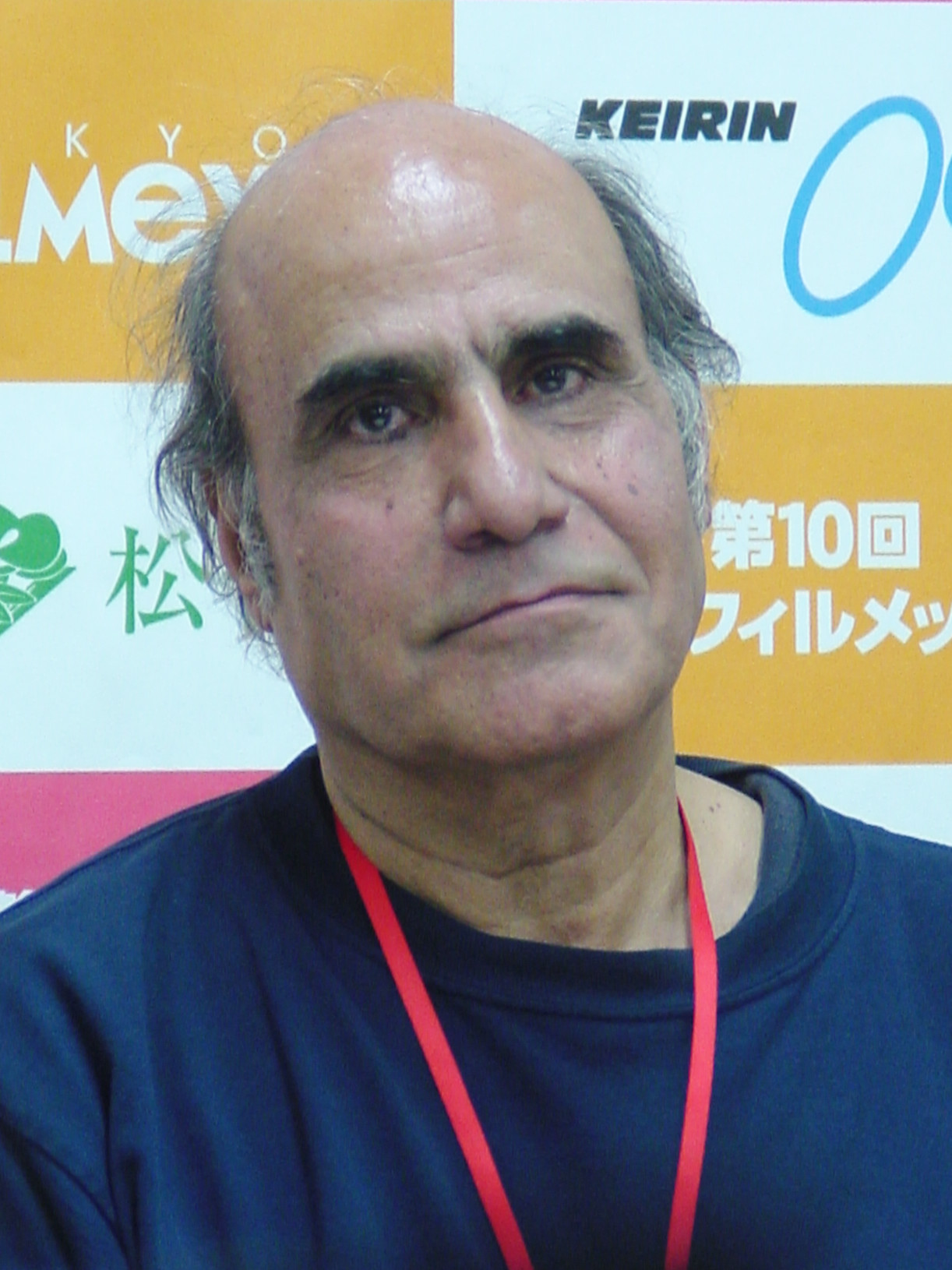
کارگردان ایرانی-آمریکایی (امیر نادری) در دهمین جشنواره فیلم توکیو فیلمکس-۲۸ نوامبر ۲۰۰۹

جشنواره بین‌المللی فیلم توکیو فیلمکس (به ژاپنی: 東京フィルメックス) یک جشنواره بین‌المللی فیلم است که هرساله در توکیو پایتخت کشور ژاپن برگزار می‌شود. این جشنواره در سال ۲۰۰۰ توسط دفتر کیتانو پایه‌گذاری شد. دفتر کیتانو شرکت استعدادیابی و تولید فیلم متعلق به تاکشی کیتانو، کارگردان سرشناس ژاپنی است. دفتر کیتانو با پشتیبانی مالی چند شرکت خصوصی دیگر همچنان به‌عنوان برگزارکننده اصلی جشنواره شناخته می‌شود.
چهاردهمین دوره فیلمکس در نوامبر ۲۰۱۳ برگزار شد. در این دوره محسن مخملباف، کارگردان ایرانی، رئیس هیئت داوران جشنواره بود. در نهمین دوره فیلمکس (نوامبر ۲۰۰۸) ۹۳ فیلم از کشورهای مختلف جهان به نمایش درآمدند. تمرکز این جشنواره در بخش مسابقه معمولاً بر روی سینمای خاورمیانه، آسیای مرکزی و آسیای شرقی است.

## بخش‌های جشنواره
- بخش مسابقه توکیو فیلمکس
- نمایش‌های ویژه
- برنامه ویژه
- گردهمایی

## جایزه‌ها
- جایزه بزرگ نخست: مبلغ یک میلیون ین وجه نقد- بهترین فیلم در بخش مسابقه
- جایزه بزرگ دوم: فیلم خام به ارزش هشت هزار دلار - جایزه هیئت داوران
- جایزه بزرگ سوم: مبلغ دویست هزار ین وجه نقد - بهترین فیلم از نگاه تماشاگران[۴]